# Javi Peña
Francisco Javier González Peña, conocido como Javi Peña (Jerez de la Frontera, 16 de septiembre de 1972) es un exfutbolista español.

## Carrera
Nació en Jerez de la Frontera, debutó en el fútbol con el equipo de su ciudad, el Xerez Club Deportivo. En la tercera división española, Javi Peña se hizo un hueco en el once inicial. En seis temporadas, hizo más de 100 apariciones con los andaluces, obteniendo el ascenso en 1997, tras los playoffs.
Con 25 años, fue comprado por el Real Zaragoza, club de Primera División. Aunque estuvo un año en el Real Zaragoza B, de Segunda División B. En la temporada siguiente se incorporó al primer equipo. Pese a los goles marcados con el filial, no forma parte de los planes del técnico Txetxu Rojo, que prefiere delanteros ya consagrados como Savo Milošević y Yordi.
Hizo presencia dos veces en La Liga: la primera el 18 de abril de 1999 contra la Real Sociedad, entrando al partido en el minuto 72, la segunda el 20 junio, en ocasión de la última jornada de campeonato, que da la victoria a los aragoneses contra el Barça con 2-0. Javi Peña entra en campo en el minuto 70 en lugar de Marcos Vales. 
A final del año se fue al Unió Esportiva Lleida, en Segunda División. Da por terminada su carrera deportiva en el 2004 en la Sociedad Deportiva Ponferradina, en Segunda B.